# Хан Пхіль Хва
Хан Пхіль Хва (кор. 한필화; нар. 21 січня 1942, Нампхо) — північнокорейська ковзанярка, срібний призер Олімпіади 1964, єдина в історії Північної Кореї ковзанярка чи ковзаняр, що вигравав олімпійську нагороду.

## Спортивна кар'єра
Хан Пхіль Хва вперше взяла участь в міжнародних змаганнях на чемпіонаті світу в класичному багатоборстві 1963 в Каруїдзаві, де зайняла загальне 12-те місце.
На Зимових Олімпійських іграх 1964 Хан Пхіль Хва брала участь в забігах на 500, 1500 і 3000 м.  Тон в змаганнях ковзанярок задавали найсильніші в світі ковзанярки з Радянського Союзу. І в останньому забігові на 3000 м Лідія Скобликова, що вже завоювала три золотих олімпійських медалі на цій Олімпіаді, захопила лідерство. Слідом за нею розташовувалися  Валентина Стеніна і Клара Нестерова. Але Хан Пхіль Хва, яка стартувала в останній 14-ій парі ковзанярок, несподівано взяла дуже швидкий темп, ідучи по графіку Скобликової. Врешті, вона не витримала чемпіонського темпу, але показаного нею часу 5:18,5 вистачило, щоб розділити зі Стеніною друге місце.
В наступні роки Хан Пхіль Хва регулярно виступала на чемпіонатах світу в класичному багатоборстві, але в число призерів не потрапляла.
На Олімпійських іграх 1972 Хан Пхіль Хва брала участь в забігах на 1000, 1500 і 3000 м, але медалей не завоювала.

### Виступи на Олімпіадах
| Олімпіада    | Дисципліна | Місце |
| ------------ | ---------- | ----- |
| Інсбрук 1964 | 500 м      | 28    |
| Інсбрук 1964 | 1500 м     | 9     |
| Інсбрук 1964 | 3000 м     | 2     |
| Саппоро 1972 | 1000 м     | 12    |
| Саппоро 1972 | 1500 м     | 13    |
| Саппоро 1972 | 1500 м     | 9     |